# Сеат арона
Сеат арона (шп. Seat Arona) је мали кросовер који ће производи шпанска фабрика аутомобила Сеат од 2017. године.
Премијерно ће бити представљен на салону аутомобила у Франкфурту септембра 2017. године. Позициониран је испод већег кросовер модела атеке. Арона је најмање СУВ возило које шпански произвођач планира да понуди купцима. Користи Фолксвагенову MQB механичку платформу, а спољашњи изглед подсећа на најновију генерацију ибице са којом ће делити моторе.
По већ познатој пракси Сеата да даје називе својих модела по шпанским градовима, тако је и арона добила назив по граду Арони која се налази у покрајини Канарска острва.